# クイーン・エリザベス (客船・3代)
クイーン・エリザベス（MS Queen Elizabeth）は、キュナード社のヴィスタ級のクルーズ客船である。

## 概要
イタリアのフィンカンティエリ社のモンファルコーネ造船所で建造され、2010年に竣工された。姉妹船のクイーン・ヴィクトリアに比べ、公室アレンジの違いなどにより90,400総tとヴィクトリアより400総tほど大きい。キュナード社がカーニバル・コーポレーションの子会社となった関係で、クイーン・ヴィクトリアの他にホランド・アメリカ・ラインに2隻、コスタ・クルーズに2隻の準姉妹船が就役あるいは建造中である。2092人を収容でき、全長は294mでキュナード社が建造した船舶の中ではクイーン・メリー2、初代クイーン・エリザベス、クイーン・メリーに次いで4番目に長く、クイーン・ヴィクトリアと同じ全長である。内装は初代クイーンエリザベスの就航した1930年代のアール・デコを基調としている。デッキは12層で客室は全部で1029室あり、そのうちの838室は海側の客室（オーシャンビュー）である。
エンジンはキャタピラ社の子会社のMak製で4基のMak 12 M 43 Cと2基のMAK 8 M 43 Cが搭載され、出力は64MWである。最高速力は23.7kt、航海速力22ktの計画であり、先代・先々代のような高速のオーシャン・ライナーとしての機能は有していない。クイーン・エリザベスの就航により、キュナード社はクイーン・エリザベス2の引退以来、再び3隻のクイーンが就航する。船名にクイーン・エリザベスの名を用いることは女王エリザベス2世の許可を得た。
船名（艦名）のクイーン・エリザベスにまつわる状況は1940年から1948年の状況に似ている。
キュナード社の初代クイーン・エリザベスと戦艦クイーン・エリザベスが同時に現役であった。
2017年に空母クイーン・エリザベスが就役しており同様の状況にある。

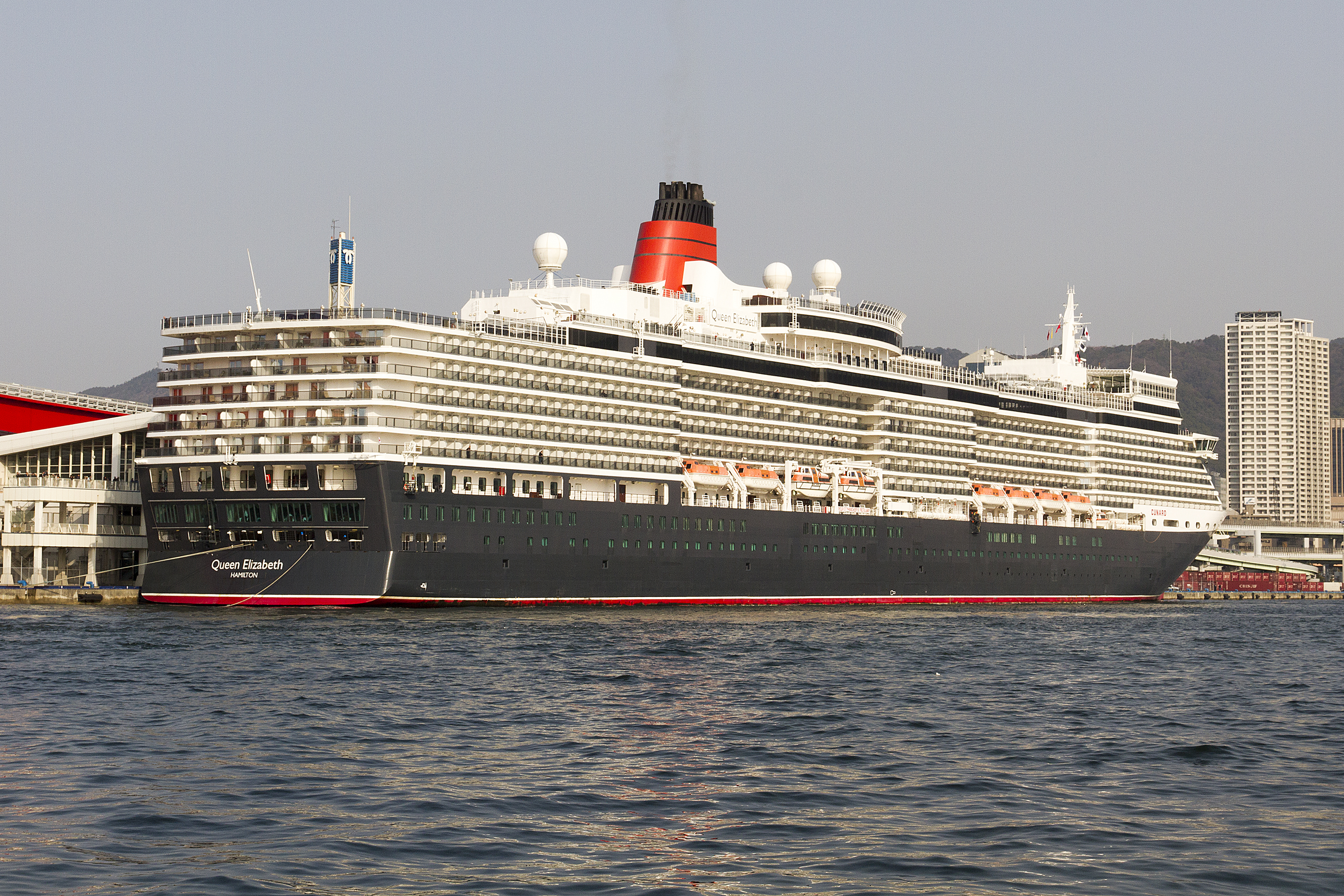
右舷後方から